# Gökhan Çakır
Gökhan Çakır (* 14. Juli 1987 in Istanbul) ist ein türkischer Fußballspieler.

## Karriere
Çakır begann mit dem Vereinsfußball in der Nachwuchsabteilung von Dikilitaş SK und wechselte 2005 mit einem Profivertrag ausgestattet zum Istanbuler Viertligisten Mecidiyeköy SK. Bereits zur nächsten Winterpause wechselte er zum Erstligisten Konyaspor. Hier befand er sich bis zum Sommer 2008 im Mannschaftskader und absolvierte je Saison sporadische Ligaeinsätze. Für die Saison 2008/09 wechselte er zum Drittligisten Sarıyer SK. Nachdem er sich bei diesem Verein auf Anhieb als Stammspieler etabliert hatte, wurde er zum Sommer 2009 samt Ablöse verpflichtet. Çakır verließ Sarıyer zum Sommer 2010 und zog zum Zweitligisten Karşıyaka SK. Bereits nach einer Saison kehrte er zu Sarıyer zurück.
Zur Saison 2014/15 wechselte Çakır in die TFF 1. Lig zum südtürkischen Vertreter Giresunspor. Im Januar 015 wechselte er zum Drittligisten Altay Izmir.